# Erebus albicinctus
Erebus albicinctus là một loài bướm đêm trong họ Erebidae.